# Cariri Ocidental (tiểu vùng)
Cariri Ocidental là một tiểu vùng thuộc bang Paraíba, Brasil. Tiều vùng này có diện tích 6984 km², dân số năm 2007 là 113258 người.